# Maxi Schafroth

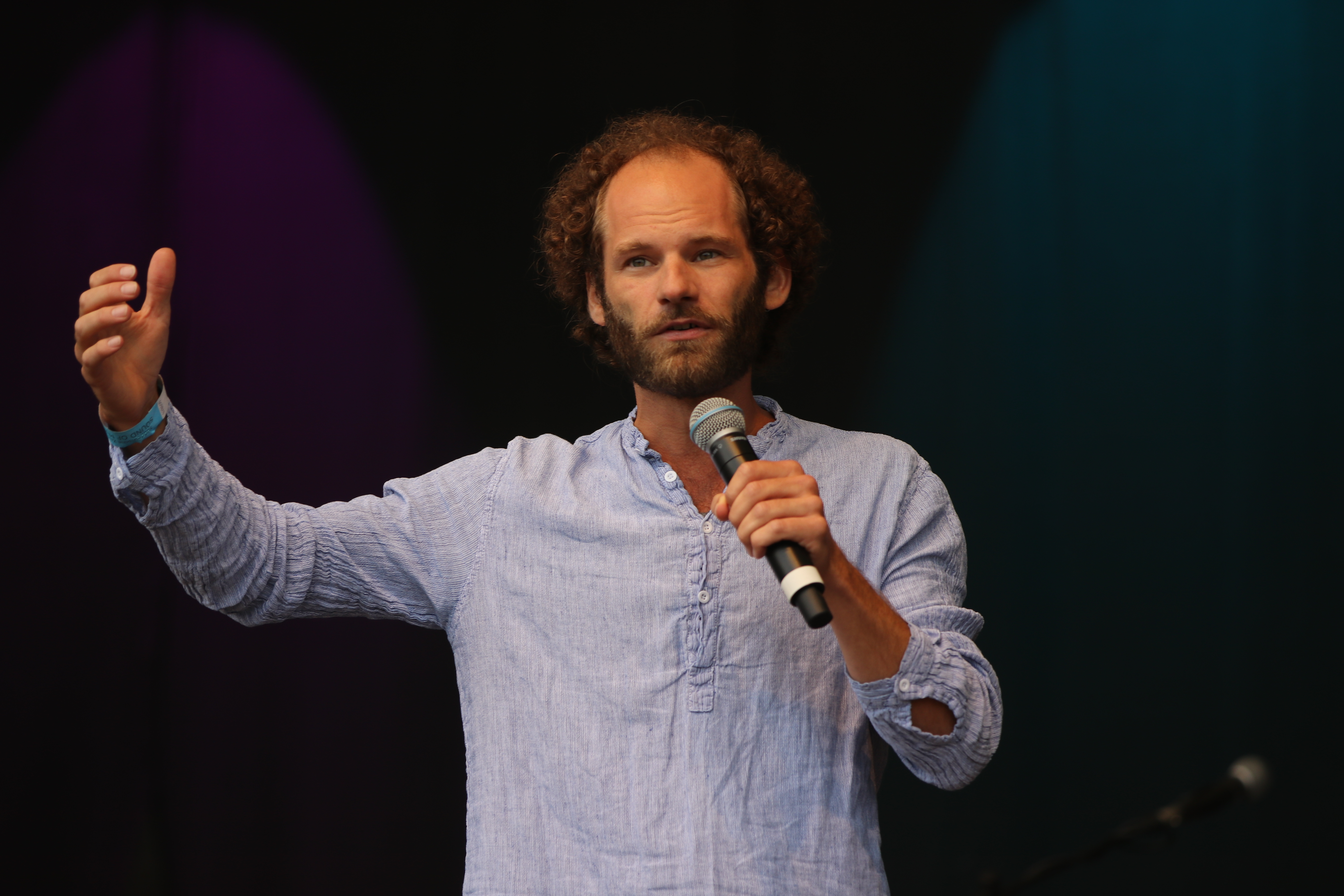
Maxi Schafroth (2018)

Maximilian „Maxi“ Schafroth (* 1985 in Memmingen) ist ein deutscher Kabarettist, Schauspieler, Moderator und Filmemacher.

## Leben und Karriere

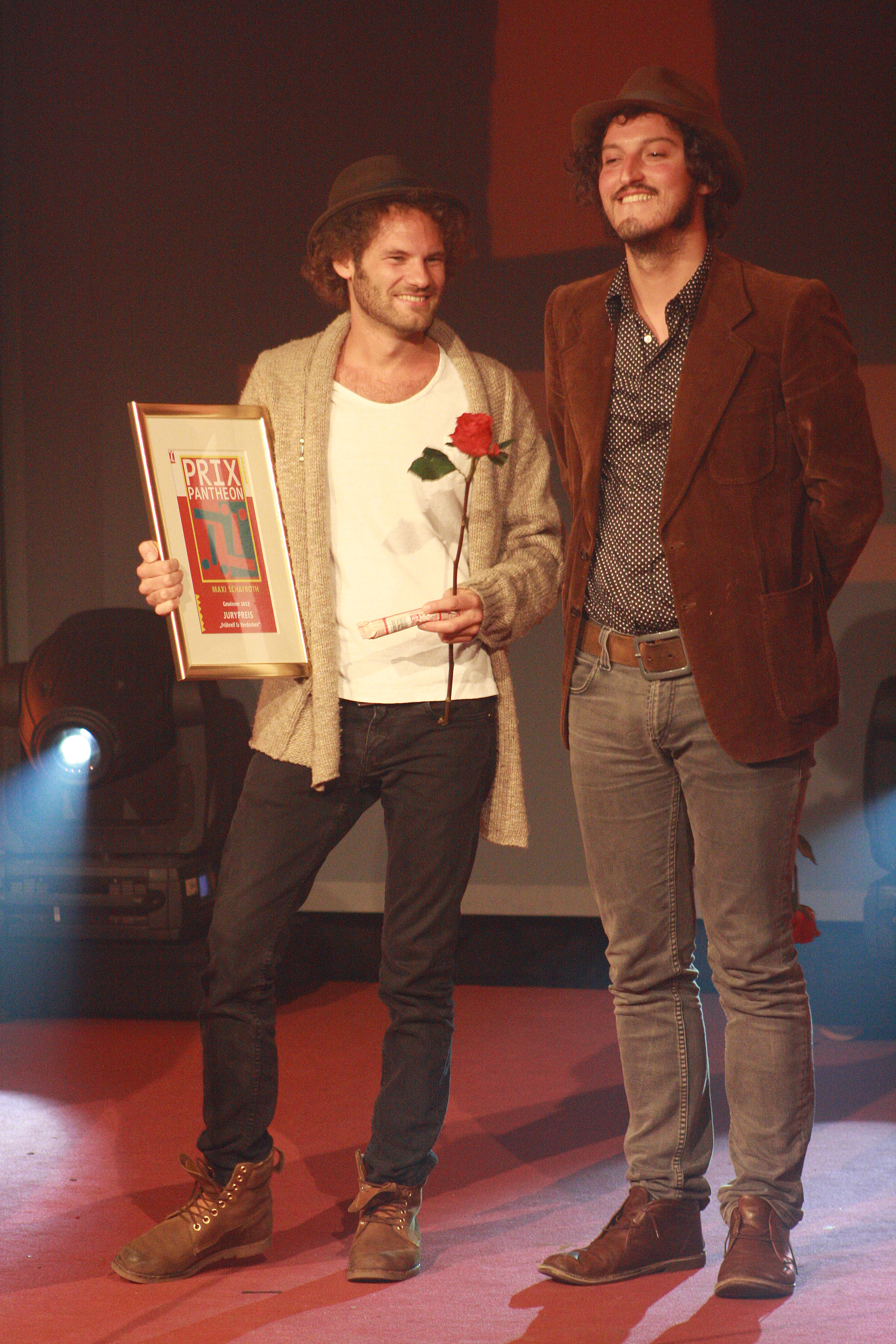
Maxi Schafroth (links), Preisträger beim Prix Pantheon 2013

Maxi Schafroth wuchs auf dem elterlichen Bauernhof in Stephansried, einem Ortsteil des schwäbischen Ottobeuren, auf. Nach dem Schulabschluss erlernte Schafroth den Beruf des Bankkaufmanns und begann 2007, parallel zu seiner Tätigkeit als Bankangestellter, mit der Entwicklung seines Kabarett-Programms. Zusammen mit seinem Gitarristen Markus Schalk folgten erste Auftritte im Münchner Vereinsheim, der Nachwuchsbühne der Münchner Lach- und Schießgesellschaft. Größere Bekanntheit erlangte Schafroth mit einem Gastauftritt in der Sendung Ottis Schlachthof des Bayerischen Rundfunks im Februar 2009. Im März 2009 folgte die Premiere seines Kabarett-Programms Faszination Allgäu im Schlachthof München. Schafroth ist seit 2012 bundesweit mit seinem Programm auf Tournee. Im Oktober 2014 trat er im Rahmen der 1LIVE Comedy-Nacht zusammen mit anderen Künstlern vor 11.000 Zuschauern in der Kölner Lanxess-Arena auf. 2016 war er mit seinem Soloprogramm „Faszination Bayern“ unterwegs.
Von 2007 bis 2009 spielte Schafroth im Jugendclub der Münchner Kammerspiele und wirkte als Schauspieler in verschiedenen Kurzfilmen mit. 2008 entwickelte und produzierte er zusammen mit Raphael Dwinger die Historiensatire Preussens Gloria. Nachdem er 2009 eine Ausbildung zum Drehbuchautor absolviert hatte, erhielt Schafroth ein Auslands-Stipendium des MedienCampus Bayern und vertiefte seine Kenntnisse im Bereich der Filmproduktion in Los Angeles, Kalifornien.
Sein Kinodebüt gab Schafroth in der Filmkomödie Sommer der Gaukler des Regisseurs Marcus H. Rosenmüller, die im Dezember 2011 in den deutschen Kinos anlief. Ein Jahr später folgte Wer’s glaubt, wird selig desselben Regisseurs. Im Münchner Tatort war Schafroth 2012 als Assistent der Kommissare Batic und Leitmayr zu sehen. 2015 trat er beim traditionellen Starkbieranstich am Nockherberg im Singspiel als Conchita Wurst auf. Dort war er auch 2016 als Über-Ich von Horst Seehofer zu sehen.
Im Rahmen der konzertanten Aufführung des Werkes Candide von Leonard Bernstein des Chor- und Orchesterensembles MünchenKlang im April 2016 agierte Schafroth in der Rolle des Sprechers und rezitierte dabei Zwischentexte von Loriot.
Von Februar 2018 bis Ende 2019 moderierte er die Satiresendung „Extra 3 Spezial – Der reale Irrsinn XXL“ im NDR-Fernsehen. In regulären Extra 3-Sendungen hat Schafroth außerdem regelmäßig Auftritte in wechselnden Rollen.
2019 hielt Schafroth als bis dato jüngster Redner beim traditionellen Derblecken auf dem Nockherberg die Fastenrede. Nach dem coronabedingten Ausfall der Veranstaltung 2020 fand seine Rede 2021 wegen der COVID-19-Pandemie erstmals digital und ohne Zuschauer vor Ort statt. 2022 fiel die Veranstaltung wegen des Ukraine-Kriegs erneut aus. Ab 2023 hielt er die Fastenrede. Am 29. Juli 2025 gab die Paulaner Brauerei bekannt, dass Stephan Zinner ab 2026 die Fastenpredigt halten würde und damit Schafroths Nachfolger werden soll.
Für die Serie Neue Geschichten vom Pumuckl hat Schafroth den Pumuckl eingesprochen, wobei die Serie im Zweikanalton vorliegt – mit Schafroths Stimme und der per KI-Sprachsynthese erzeugten von Hans Clarin.

## TV und Radio
- 3sat Kabarettfestival Mainz, 3sat
- Pufpaffs Happy Hour, 3sat
- Radiospitzen, Bayern 2
- Capriccio, BR Fernsehen
- Comedy mit Karsten, MDR Fernsehen
- Vereinsheim, BR Fernsehen

Maxi Schafroth mit Markus Schalk

- Mitternachtsspitzen, WDR Fernsehen
- Dritter Stock links „Die Kabarett-WG“, BR Fernsehen
- Ottis Schlachthof, BR Fernsehen
- Giacobbo Müller, SRF 1, Schweizer Fernsehen
- Günter Grünwald
- Altinger mittendrin
- extra 3, NDR Fernsehen
- Auf dem Nockherberg 2016, BR Fernsehen
- Auf dem Nockherberg 2019, BR Fernsehen
- Die Anstalt 2020, ZDF
- Ringlstetter 2021, BR Fernsehen
- Auf dem Nockherberg 2021, BR Fernsehen
- Auf dem Nockherberg 2023, BR Fernsehen
- Auf dem Nockherberg 2024, BR Fernsehen
- Auf dem Nockherberg 2025, BR Fernsehen

## Filmografie
- 2008: Gespenst der Freizeit (Kurzfilm)
- 2011: Sommer der Gaukler
- 2012: Was weg is, is weg
- 2012: Wer’s glaubt wird selig
- 2012: Tatort: Ein neues Leben (Fernsehreihe)
- 2013: Zweisitzrakete
- 2013: Schlawiner (Fernsehserie, 2 Folgen)
- 2013: München 7 (Fernsehserie, 1 Folge)
- 2014: Schluss, Aus, Amen
- 2015: SOKO München (Fernsehserie, Folge: Opfer)
- 2016: König Laurin
- 2016: Die letzte Sau
- 2017: Einmal bitte alles
- 2017: Falsche Siebziger
- 2017: Das Pubertier – Der Film
- 2018: Servus Baby (Fernsehserie, 4 Folgen)
- 2018: Technically Single (Webserie)
- 2019: Song für Mia
- 2021: Ausgebremst
- 2022: Damaged Goods (Fernsehserie, 1 Folge)
- 2025: Zweigstelle

## Auszeichnungen

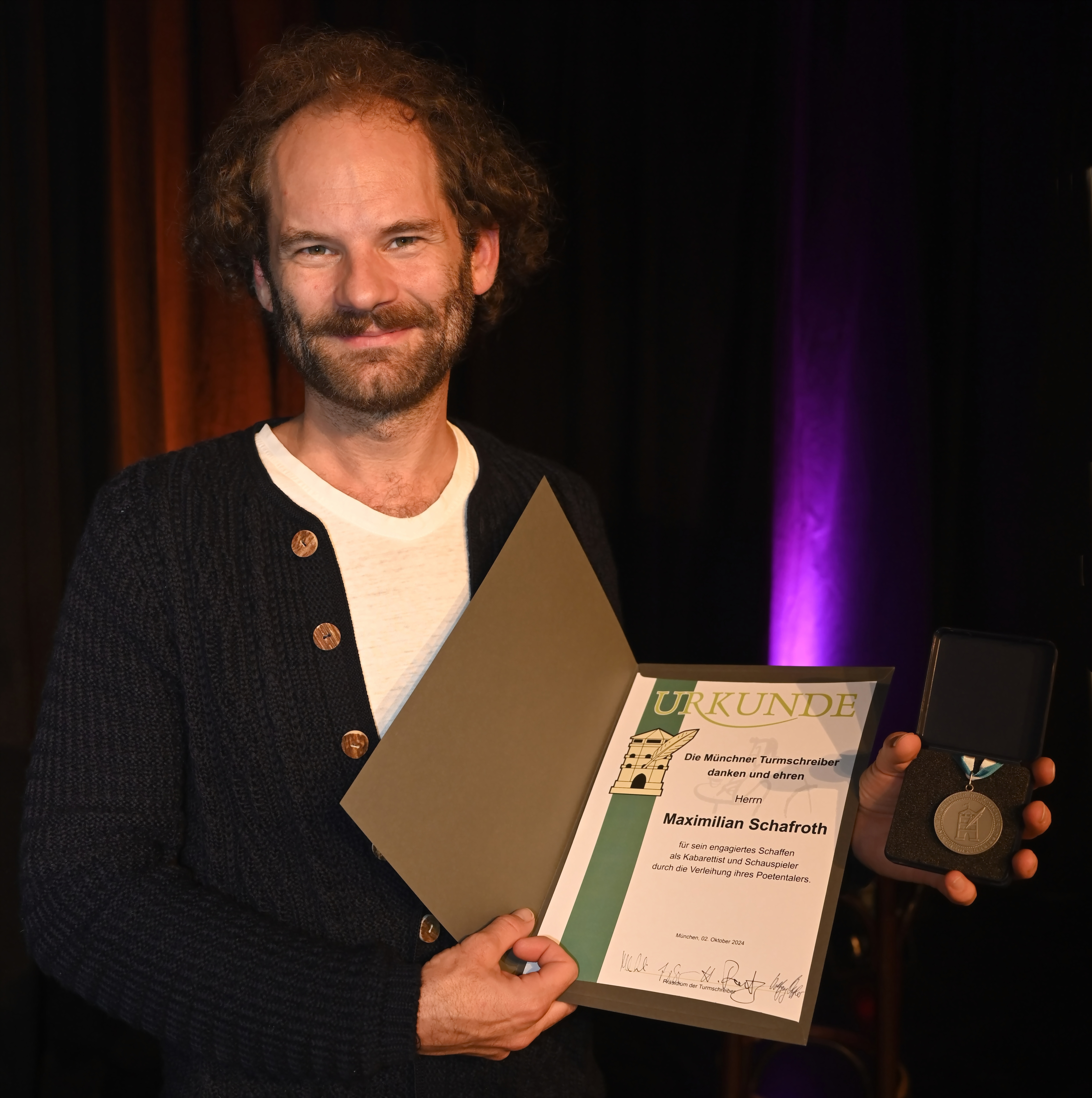
Maxi Schafroth, Poetentaler 2024

- 2009: Mittleres Scharfrichterbeil Passau
- 2009: Kabarett Kaktus München
- 2011: Paulaner Solo Kabarettpreis München (Jury- und Publikumspreis)
- 2013: Prix Pantheon Bonn – Jurypreis Frühreif & Verdorben
- 2013: NDR Comedy Contest
- 2014: Stuttgarter Besen 1. Preis Goldener Besen
- 2014: Freiburger Leiter – Sparte: Darstellende Kunst
- 2014: Nominierung Fränkischer Kabarettpreis
- 2015: Deutscher Kabarettmeister 2014/15 – Kabarettbundesliga
- 2017: Bayerischer Kabarettpreis (Musikpreis)
- 2017: Das große Kleinkunstfestival – Jury-Preis und Publikumspreis
- 2022: Thüringer Kleinkunstpreis – Jury-Preis und Publikumspreis
- 2024: Bayerischer Poetentaler